# Anjea
Dans la mythologie des Aborigènes d'Australie, Anjea est une déesse ou un esprit de fertilité. Anjea crée les nouveau-nés à partir de poussière et les place dans la matrice des futures mères. 

## Mythe
Les âmes des gens résident en elle entre leurs incarnations. Elle les ramasse à leurs lieux de repos dans le sable, qui sont marqués de brindilles. Les brindilles sont disposées dans le sol de manière à former un cercle, et elles sont attachées ensemble à leur sommet, de sorte que la structure résultante ressemble à un cône. Les esprits sont emportés pendant plusieurs années, mais Anjea finit par créer de nouveaux enfants à partir de la boue et les place dans le ventre des futures mères.